# Lubei
Lubei (en chino, 路北; pinyin, Lùběi) es un distrito urbano bajo la administración directa de la Prefectura Tangshan  en la Provincia de Hebei, República Popular China.  Su área es de 123 km² y su población total para 2010 superó los 740 mil habitantes. 

## Administración
Desde julio de 2023, el  Distrito Lubei   se divide en 14 pueblos que se administran en 12 subdistritos y 2 poblados.

## Historia
El distrito Lubei se estableció por primera vez en 1955, pero se fusionó con el distrito Lunan y el ahora desaparecido distrito de Gangyao al año siguiente. El distrito de Lubei se restableció en 1963.